# باخماچ
شهر باخماچ (به روسی: Бахмач) در استان چرنیهیو در کشور اوکراین واقع شده‌است. جمعیت این شهر ۲۰٬۳۳۲ نفر  است.